# Forrest Griffin
Forrest Griffin (Athens, 1 de julho de 1979) é um ex-lutador de artes marciais mistas (MMA). Foi vencedor da primeira temporada da série The Ultimate Fighter.
Griffin foi um dos treinadores no The Ultimate Fighter: Team Rampage vs. Team Forrest, transmitido pala Spike TV. Ao final do programa, Griffin se tornou campeão dos meio-pesados depois de vencer por decisão Quinton "Rampage" Jackson em uma luta incrivel no UFC 86.
Em junho de 2008, seu livro, "Got Fight?: The 50 Zen Principles of Hand-to-Face Combat", foi lançado aclamado pela crítica. Griffin é conhecido por ser um lutador destemido e de muita raça. Ele tem vitórias notaveis contra Rich franklin, Mauricio Shogun Rua, Tito ortiz duas vezes, Stephan Bonnar, Rampage Jackson, Chael Sonnen, Jeff Monson e Stephan Bonnar. Venceu o TUF 1 e foi o treinador vitorioso do TUF 7. Forrest Griffin é membro do hall da fama do UFC.

## Biografia
Griffin se graduou na Evans High School em Evans, na Geórgia, um subúrbio em Augusta. Ele então formou-se com um BA em Ciências Políticas da Universidade da Geórgia. Enquanto freqüentavam a escola, Griffin serviu como oficial da lei para Richmond County Sheriff's Office, em Augusta, Geórgia. Ele também serviu como um oficial da patrulha na polícia da Universidade da Geórgia.
Ele treinou no Ginásio O HardCore, durante cinco anos. Mais tarde, ele deixou a carreira de oficial lei para seguir uma carreira de lutador profissional de MMA. Griffin também é um instrutor de MMA na Warrior Training Center, em Las Vegas, Nevada.

## Carreira no MMA

### Antes do The Ultimate Fighter
Antes do The Ultimate Fighter, Griffin lutou com lutadores de nome como Jeremy Horn, Chael Sonnen, sua primeira luta de MMA foi contra o veterano e lenda do UFC Dan Severn, onde foi derrota por decisão. Forrest Griffin também é conhecido por ter lutado Edson Paredão, evento que ocorreu no Brasil, Forrest venceu por Nocaute Técnico no primeiro round.

### The Ultimate Fighter
Griffin tornou-se conhecido por participar da primeira temporada do The Ultimate Fighter da SpikeTV, um reality show de MMA. Na época, ele havia desistido da sua carreira no MMA e tinha voltado a trabalhar como policial, mas ele foi persuadido por Dana White e seu amigo Frank Bishop para participar do show.
No reality show, ele chegou à final onde enfrentou Stephan Bonnar, a luta começou acelerada com Griffin e Bonnar partindo para uma trocação franca que durou 50 segundos, Griffin levou a melhor acertando fortes socos enquanto Bonnar contratacou usou chutes sem muita precisão, após mais trocação Bonna conseguiu levar Griffin para o chão no final do round, no segundo round Griffin dominou o round levando Bonnar para o chão porém no meio do round Bonnar quebrou o nariz de Griffin, no ultimo round os dois lutadores muito cansados partiram com tudo trocando golpes e quedas, no final Griffin venceu por decisão unânime, White confessou que a ideia do programa era dar apenas um contrato de seis lutados no UFC, porém após a batalha sensacional, White deu o contrato para os dois lutadores. A luta foi creditado por Dana White como a "luta mais importante da história do UFC" e como a luta que levou o UFC para o topo dos eventos de MMA. A luta foi declarada como a luta número 1 da história do UFC antes do UFC 100, segundo o especial UFC Ultimate 100 Greatest Fights.

### Após oTUF
Em 15 de abril de 2006, Griffin enfrentou o ex-campeão dos Meio-Pesados Tito Ortiz no UFC 59, na qual ele perdeu em uma decisão polêmica. Apesar da derrota Griffin acabou conquistiando vários fãs, já que se mostrou capaz de aguentar tudo que Ortiz podia usar contra ele.
No UFC 62, Griffin lutou contra Stephan Bonnar, em uma revanche. Griffin venceu por decisão unânime, varrendo todos os três rounds. A luta não foi tão explosiva como o seu encontro anterior, mas ainda foi muito emocionante.
Griffin foi então derrotado pelo semifinalista do Ultimate Fighter 2 Keith Jardine no UFC 66 após um nocaute Técnico no primeiro round. Após a luta, a Griffin visivelmente perturbado estava sentado no seu canto chorando. Momentos depois, ele se afastou de Joe Rogan na tentativa de entrevistá-lo, dizendo: "eu não… Keith entrou e ele fez exatamente o que eu queria fazer e ele me bateu, foda-se. Vou para casa." Griffin, em seguida, saiu da câmera, deixando Joe Rogan por si próprio. Momentos mais tarde, reapareceu Griffin dizendo: "Eu estarei de volta", quando se dirigia para fora da Octogono.
A próxima luta de Griffin deveria ser no UFC 70 contra Lyoto Machida em 21 de abril de 2007, mas ele foi incapaz de lutar devido a uma infecção.
Em 16 de junho de 2007, Griffin derrotou Hector Ramirez no UFC 72, em Belfast, Irlanda do Norte, por decisão unânime, durante a luta foi capaz de acerta 38 chutes em três rounds, quebrando o recorde do UFC.
No UFC 76, Griffin lutou contra o Campeão do Pride Grand Pix dos Médios do Pride, Maurício "Shogun" Rua. Na época, Shogun foi classificada como o melhor meio-pesado do mundo. A luta começou com os dois lutadores trocando golpes, durante os três rounds Griffin e Shogun trocaram quedas, socos, chutes, tentativas de finalização, no inicio do último round Griffin deu um grito no seu corner mostrando sua motivação, os dois muito cansados levaram a luta para o chão e em uma infantilidade do Shogun, Griffin conseguiu dominar as costas e aplicar um mata-leão nos últimos segundo da luta, na entrevista após a vitória, Forrest disse: "Eu nunca usei drogas, mais êxtase deve ser igual ao que eu estou sentindo agora… Como eu disse eu não sou o bom mas enfrento qualquer um.". A luta foi declarada como a luta número 10 da história do UFC antes do UFC 100, segundo o especial UFC Ultimate 100 Greatest Fights, no especial Griffin disse que sua comemoração após vencer a luta foi rídicula e que nunca mais na sua vida vai refazer a comemoração.

### Campeão dos Meio-pesados do UFC
Durante a final do The Ultimate Fighter: Team Hughes vs. Team Serra, White confirmou que Griffin além de candidato ao cinturão também seria o treinador do TUF 7 que casaria a luta pelo cinturão contra Quinton "Rampage" Jackson. No The Ultimate Fighter: Team Rampage vs. Team Forrest Griffin treinou o novato Amir Sadollah até a conquista do reality show. Em 05 de julho de 2008, Griffin lutou contra o campeão Quinton "Rampage" Jackson. Visto como um azarão por muitos, Griffin enfrentou Jackson lutaram em uma dura batalha onde os famosos chutes de Griffin ditaram o ritmo da luta, Rampage não conseguiu usar seus fortes socos graças a seu perna esquerda que ficou comprometida devido aos chutes de Griffin, a luta foi premiada com a "Luta da Noite" pelo presidente do UFC Dana White. Griffin obteve uma vitória decisão unânime e se tornou o novo Campeão dos Meio-Pesados do UFC.
A decisão foi descrita como controversa por alguns comentaristas. Depois da luta, o treinador Jackson Juanito Ibarra, descontente com os juízes, expressava planos para protestar contra a decisão unânime na Comissão Atlética do Estado de Nevada, mas não chegou a protestar já que o resultado não poderia mais ser mudado.

### A perda do Cinturão
A primeira defesa do título Griffin veio no UFC 92: The Ultimate 2008, contra o invicto desafiante Rashad Evans. Após Griffin controlar a maior parte dos dois primeiros rounds com eficácia impressionante, Evans pegou uma perna de Griffin após um chute e levou-o para baixo, Griffin lutou para de defender do ground and pound, mas Evans acabou vencendo por Nocaute Técnico. Essa foi a terceira derrota de Griffin desde que entrou no UFC.

### O Humilhante UFC 101
Griffin assinou uma luta contra o rápido peso-por-peso Anderson Silva no UFC 101. Griffin inicialmente iria enfrentar o brasileiro Thiago Silva, mas em 28 de abril de 2009, o presidente do UFC Dana White confirmou que ele iria receber o Campeão dos Médios Anderson Silva, na divisão dos Meio-Pesados na sequência da sua defesa do título dos médios contra Thales Leites no UFC 97. Durante a luta, Griffin foi derrubado três vezes no primeiro round. Anderson Silva cobrava mais atitude de Griffin que não havia acertado nenhum soco até o momento, Griffin sem entender partiu para cima de Anderson que se esquivava facilmente, em dois esquives sequido de um jab, Anderson nocauteou Griffin de maneira fantastica.
Após a luta, Griffin saiu em disparado do octogono, muito envergonhado com sua atuação. Griffin recebeu críticas sem precedentes pela sua atuação sem brilho e ações duvidosas após a luta.

### A volta ao Octógono
Quando Mark Coleman ficou ferido e teve que se retirar de sua luta contra Tito Ortiz, Griffin aceitou uma revanche contra Ortiz no UFC 106. Griffin usando um calção branco passou por uma batalha sangrenta contra Ortiz, que nos poucos momentos de perigo fez com que Griffin sofresse alguns cortes profundos no rosto, Griffin venceu por decisão dividida em mais uma luta com resultado controverso, Griffin mostrou-se superior em sua forma fisica e em suas habilidades de combate no chão.
Era esperado que Griffin enfrentasse Antônio Rogério Nogueira em 29 de maio de 2010 no UFC 114, mas Griffin não pôde lutar devido a uma lesão no ombro e foi substituído por Jason Brilz. Recentemente, Rampage Jackson desafiou Forrest para uma revanche, falando que espera o tempo que for preciso para Forrest se recuperar da lesão. Apesar disso, foi confirmada para o UFC 126 uma luta entre Forrest e Rich Franklin. Como os dois lutadores prometiam, foi uma luta empolgante, logo no primeiro round Griffin derrubou Franklin e trabalhou o "ground-'n-pound" da guarda de seu adversário. No segundo round, a luta se desenvolveu em pé, porém surpreendentemente Griffin levou a vantagem acertando dois fortes golpes de direita que fizeram Franklin sentir, e aproveitando as oportunidades Griffin derrubou Franklin por duas vezes. No terceiro round precisando da vitória, Franklin partiu para cima em uma "trocação" franca com Griffin, porém não pode evitar a derrota, Forrest venceu por decisão unânime (29-28, 29-28, 29-28). Após a luta Forrest aproveitou a oportunidade para fazer propaganda para seu novo livro que já é um sucesso de vendas "Be Ready When The Sh*t Goes Down: A Survival Guide To The Apocalypse".
A última luta de Griffin, foi a "negra" contra Tito Ortiz no UFC 148 que aconteceu em Las Vegas, Estados Unidos, com vitória para ele, decisão unânime.O duelo marcou a despedida de Ortiz dos octógonos..
Griffin era esperado para enfrentar Chael Sonnen no UFC 155, mas seu adversário se retirou da luta para ser treinador do The Ultimate Fighter 17 contra o campeão Jon Jones, seu substituto foi Phil Davis. Porém, Griffin se lesionou e foi obrigado a se retirar do evento.
Na madrugada do dia 25 de maio de 2013, na coletiva de imprensa pós-luta do UFC 160, Griffin anunciou que se aposentaria devido a inúmeras lesões sofridas em seu joelho.

## Cartel no MMA
| Res.    | Cartel | Oponente              | Método                               | Evento                               | Data       | Round | Tempo | Local                      | Notas                                                              |
| ------- | ------ | --------------------- | ------------------------------------ | ------------------------------------ | ---------- | ----- | ----- | -------------------------- | ------------------------------------------------------------------ |
| Vitória | 19-7   | Tito Ortiz            | Decisão (unânime)                    | UFC 148: Silva vs. Sonnen II         | 07/07/2012 | 3     | 5:00  | Las Vegas, Nevada          | Luta da Noite.                                                     |
| Derrota | 18–7   | Maurício Rua          | Nocaute (socos)                      | UFC 134: Silva vs. Okami             | 27/08/2011 | 1     | 1:53  | Rio de Janeiro             |                                                                    |
| Vitória | 18–6   | Rich Franklin         | Decisão (unânime)                    | UFC 126: Silva vs. Belfort           | 05/02/2011 | 3     | 5:00  | Las Vegas, Nevada          |                                                                    |
| Vitória | 17–6   | Tito Ortiz            | Decisão (dividida)                   | UFC 106: Ortiz vs. Griffin II        | 21/11/2009 | 3     | 5:00  | Las Vegas, Nevada          |                                                                    |
| Derrota | 16–6   | Anderson Silva        | Nocaute (soco)                       | UFC 101: Declaration                 | 08/08/2009 | 1     | 3:23  | Philadelphia, Pennsylvania | Luta da Noite. Griffin testou positivo para Xanax (antisiolítico). |
| Derrota | 16–5   | Rashad Evans          | Nocaute Técnico (socos)              | UFC 92: The Ultimate 2008            | 27/12/2008 | 3     | 2:46  | Las Vegas, Nevada          | Perdeu o Cinturão Meio Pesado do UFC; Luta da Noite.               |
| Vitória | 16–4   | Quinton Jackson       | Decisão (unânime)                    | UFC 86: Jackson vs. Griffin          | 05/07/2008 | 5     | 5:00  | Las Vegas, Nevada          | Ganhou o Cinturão Meio Pesado do UFC; Luta da Noite                |
| Vitória | 15–4   | Maurício Rua          | Finalização (mata leão)              | UFC 76: Knockout                     | 22/09/2007 | 3     | 4:45  | Anaheim, California        | Finalização da Noite. Virada do Ano (2007)                         |
| Vitória | 14–4   | Hector Ramirez        | Decisão (unânime)                    | UFC 72: Victory                      | 16/06/2007 | 3     | 5:00  | Belfast                    |                                                                    |
| Derrota | 13–4   | Keith Jardine         | Nocaute Técnico (socos)              | UFC 66: Liddell vs. Ortiz II         | 30/12/2006 | 1     | 4:41  | Las Vegas, Nevada          |                                                                    |
| Vitória | 13–3   | Stephan Bonnar        | Decisão (unânime)                    | UFC 62: Liddell vs. Sobral           | 26/08/2006 | 3     | 5:00  | Las Vegas, Nevada          |                                                                    |
| Derrota | 12–3   | Tito Ortiz            | Decisão (dividida)                   | UFC 59: Reality Check                | 15/04/2006 | 3     | 5:00  | Anaheim, California        | Luta do Ano (2006)                                                 |
| Vitória | 12–2   | Elvis Sinosic         | Nocaute Técnico (socos)              | UFC 55: Fury                         | 07/10/2005 | 1     | 3:30  | Uncasville, Connecticut    |                                                                    |
| Vitória | 11–2   | Bill Mahood           | Finalização (mata leão)              | UFC 53: Heavy Hitters                | 04/06/2005 | 1     | 2:18  | Atlantic City, New Jersey  |                                                                    |
| Vitória | 10–2   | Stephan Bonnar        | Decisão (unânime)                    | The Ultimate Fighter 1 Finale        | 09/04/2005 | 3     | 5:00  | Las Vegas, Nevada          | Ganhou o TUF 1 nos Meio Pesados; Luta do Ano (2005)                |
| Vitória | 9–2    | Edson Paredão         | Nocaute (soco)                       | Heat FC 2: Evolution                 | 18/12/2003 | 1     | 1:04  | Natal, Rio Grande do Norte |                                                                    |
| Derrota | 8–2    | Jeremy Horn           | Nocaute (chute na cabeça)            | IFC: Global Domination               | 06/09/2003 | 2     | 3:40  | Denver, Colorado           |                                                                    |
| Vitória | 8–1    | Chael Sonnen          | Finalização (triângulo)              | IFC: Global Domination               | 06/09/2003 | 1     | 2:25  | Denver, Colorado           |                                                                    |
| Vitória | 7–1    | Ebenezer Fontes Braga | Finalização (mata leão)              | Heat FC 1: Genesis                   | 31/07/2003 | 1     | N/A   | Natal, Rio Grande do Norte |                                                                    |
| Vitória | 6–1    | Steve Sayegh          | Finalização (socos)                  | KOTC 20: Crossroads                  | 15/12/2002 | 1     | 1:45  | Bernalillo, Novo México    |                                                                    |
| Vitória | 5–1    | Travis Fulton         | Nocaute Técnico (interrupção médica) | CC 1: Halloween Heat                 | 26/10/2002 | 1     | 5:00  | Atlanta, Georgia           |                                                                    |
| Vitória | 4–1    | Jeff Monson           | Decisão (unânime)                    | WEFC 1: Bring It On, ISCF Sanctioned | 29/06/2002 | 4     | 4:00  | Marietta, Georgia          |                                                                    |
| Vitória | 3–1    | Kent Hensley          | Finalização (triângulo)              | ISCF: Battle at the Brewery          | 12/04/2002 | 1     | 2:26  | Atlanta, Georgia           |                                                                    |
| Vitória | 2–1    | Jason Braswell        | Decisão (dividida)                   | RSF 7: Animal Instinct               | 26/01/2002 | 3     | 4:00  | Lakeland, Flórida          |                                                                    |
| Vitória | 1–1    | Wiehan Lesh           | Finalização (mata leão)              | Pride and Honor                      | 24/11/2001 | 1     | N/A   | África do Sul              |                                                                    |
| Derrota | 0–1    | Dan Severn            | Decisão (unânime)                    | RSF 5: New Blood Conflict            | 27/10/2001 | 3     | 5:00  | Augusta, Georgia           |                                                                    |

## Carreira na TV, Filmes e Video Games
- Law & Order: Special Victims Unit - Em 20 de novembro de 2007 teve uma breve aparição no episódio "Fight" como um campeão de MMA e suspeito de homicídio.
- Human Weapon - Em 28 de setembro de 2007 teve uma participação especial no episódio do MMA: Luta Extrema da América.
- UFC 2009 Undisputed - Griffin foi capa do jogo nas versões internacionais, ele também é um personagem jogável.
- I Hope They Serve Beer In Hell (filme) - Griffin teve uma pequena participação no filme. Ele desempenhou o papel de um policial dentro de uma delegacia de polícia local.